# Copaxa arpi
Copaxa arpi är en fjärilsart som beskrevs av Gschwandner. 1925. Copaxa arpi ingår i släktet Copaxa och familjen påfågelsspinnare. Inga underarter finns listade i Catalogue of Life.